# 佐野しなの
佐野 しなの（さの しなの）は、日本のライトノベル作家。血液型はAB型。乙女座。
『リヴァースキス』にて、第7回電撃hp短編小説賞（大賞）を受賞。

## 作品リスト

### 電撃文庫
- リヴァースキス
- 僕は彼女の9番目
- 人見知り部は健全です
- 復讐できない復活魔王 おしかけ嫁は俺を殺した勇者でした

### メディアワークス文庫
- 三瀬川さんの冥界カウンセリング（2015年5月）
- 刑事と怪物―ヴィクトリア朝臓器奇譚―（2016年6月）
- 刑事と怪物―ヴィクトリア朝エンブリオ―（2017年8月）
- おかえりシェア（2017年10月）

### GA文庫
- 私のほうが先に好きだったので。 (2021年12月)
- シャンティ（2024年6月、原作・監修：wotaku）